# Sanami Matō
Sanami Matō (真東 砂波 Matō Sanami?,  Kyūshū, Japón, 29 de abril de 1969) es una mangaka, dibujante y escritora japonesa.  Matō debutó como mangaka en 1990 con su serie Next to an Angel, publicada por Akita Shoten. Sus otros trabajos incluyen Fake, Yoh, y Black x Blood. También ha trabajado en algunos doujinshi, generalmente acerca del popular manga One Piece.

## Obras
- (1990) Debuta con "Tenshi no Soba" (Akita Shoten).
- (1992) Penguin no Ousama
- (1994) Be-ing
- (1994) Fake
- (1995) Black x Blood
- (1995) RA-I
- (1995) Sakura no Furu Yoru
- (1998) Full Moon ni Sasayaite
- (1999) Ten-ryu
- (2000) Yo-U
- (2001) Access-B
- (2004) Trash
- (2007) Fake -Second Season

### Favoritos
- Juego: Biohazard
- Juego: Oni-musha
- Película: Awakenings<
- Película: Platoon
- Película: The Blues Brothers
- Película: The Usual Suspects
- Música: B'z
- Música: Do As Infinity
- Música: Triceratops
- Escritor: Akihiro Yamada
- Escritor: Daijirou Moroboshi
- Escritor: Hiroaki Samura
- Escritor: Steven King
- Art para "Blood Ecstasy" (Yaoi Novel) (Japonés)
- Art para "Pore Pore Seigi no Mikata" (Yaoi Novel) (Japonés)
- Art para "Colour" (Artbook) (Japonés)
- Art para "Onegai! Darling #1-2" (Yaoi Novel) (Japonés)
- Original Historia para "FAKE BE x Boy CD Collection ('94)" (Drama CD) (Japonés)
- Original Historia para "FAKE BE x Boy CD Collection ('98)" (Drama CD) (Japonés)
- Original Historia para "FAKE Change of Partner" (Drama CD) (Japonés)
- Original Historia para "FAKE Final Act" (Drama CD) (Japonés)
- Original Historia para "FAKE na KIZUNA" (Drama CD) (Japonés)
- Original Historia para "Penguin no Ousama" (Drama CD) (Japonés
- Historia & Art para "Access #1-3" (Original Doujinshi) (Japonés)
- Historia & Art para "Break" (Original Doujinshi) (Japonés)
- Historia & Art para "Down + Down #1-2" (B'z Doujinshi) (Japonés)
- Historia & Art para "Eat Me" (Original Doujinshi) (Japonés)
- Historia & Art para "Frontier" (Doujinshi Anthology) (Japonés)
- Historia & Art para "ha-ko" (Yo-U Doujinshi) (Japonés)
- Historia & Art para "Juuoumujin" (Anime Parody Doujinshi) (Japonés)
- Historia & Art para "Megumi no Hito" (Megumi no Daigo Doujinshi) (Japonés)
- Historia & Art para "Piece Navigation" (One Piece Doujinshi) (Japonés)
- Historia & Art para "Question" (Original Doujinshi) (Japonés)
- Historia & Art para "Roronoa Zoro Zoro" (One Piece Doujinshi) (Japonés)
- Historia & Art para "Sanji Yoji Goji" (One Piece Doujinshi) (Japonés)
- Historia & Art para "Trash"
- Historia & Art para "Try Again #0" (Original Doujinshi) (Japonés)
- Historia & Art para "Tsu-I #1-3" (Original Doujinshi) (Japonés)

## Trabajo de manga
- Next to an Angel
- Fake
- Ra-i
- Until the Full Moon
- By The Sword
- TenRyu: The Dragon Cycle
- Trash
- Yoh
- Black x Blood